# Stourhead House
Stourhead House es una finca de 1,06 hectáreas en el nacimiento del río Stour, cerca de Mere, en el condado de Wiltshire, Inglaterra. La finca incluye una mansión de estilo paladiano, la aldea de Stourton, unos jardines, tierras de cultivo y un bosque. Stourhead ha estado en posesión del National Trust desde 1946.
El edificio fue temporalmente, entre 1995 y 1996, uno de los bienes de la Lista Indicativa de Reino Unido.

## Historia
La familia Stourton vivió en Stourton House durante 700 años antes de que se la vendieran a Henry Hoare I, hijo del banquero sir Richard Hoare, en 1717. La casa señorial original fue demolida y una nueva casa, una de las primeras de este tipo, fue diseñada por Colen Campbell y construida por Nathaniel Ireson entre 1720 y 1724. 
Durante los siguientes 200 años la familia Hoare reunió valiosas pertenencias, que incluían una gran biblioteca y una colección de arte. En 1901 la casa fue destruida por un incendio. Sin embargo, muchas de los bienes muebles se salvaron, y la casa fue reconstruida en un estilo muy cercano al original. El último miembro de la familia Hoare en ser propietario de la casa, Henry Hugh Arthur Hoare, la donó junto con los terrenos al National Trust en 1946, un año antes de su muerte. Su único hijo y heredero, el Capitán "Harry" Henry Colt Arthur Hoare, del Queens Own Dorset Yeomanry, había muerto a consecuencia de unas heridas recibidas en la Batalla de Mughar Ridge el 13 de noviembre de 1917 en la I Guerra Mundial. Una placa en el Memorial Hall de Stourhead conmemora al capitán “Harry” Hoare. El último miembro de la familia Hoare que nació en la casa fue Edgard Hoare, el 11 de octubre de 1949.

## Los jardines

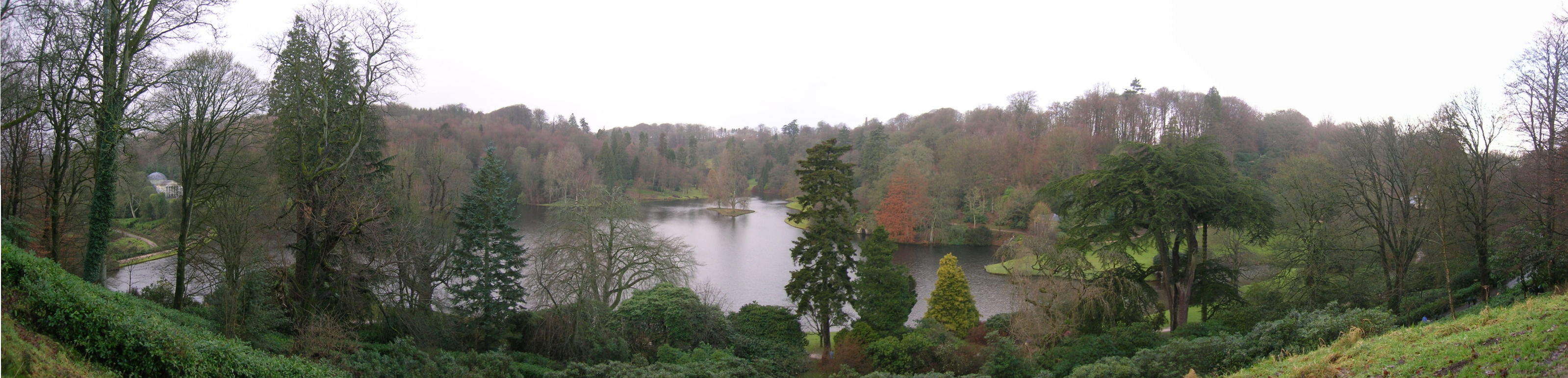
Panorama.

Los jardines fueron diseñados por Henry Hoare II y fueron construidos entre 1741 y 1780 en un diseño clásico del siglo XVIII, alrededor de un gran lago artificial, representando un arroyo. La inspiración para esta creación paisajística fueron los pintores Claudio de Lorena, Nicolas Poussin y, en particular, Gaspard Dughet, quien pintó vistas utópicas de paisajes italianos.

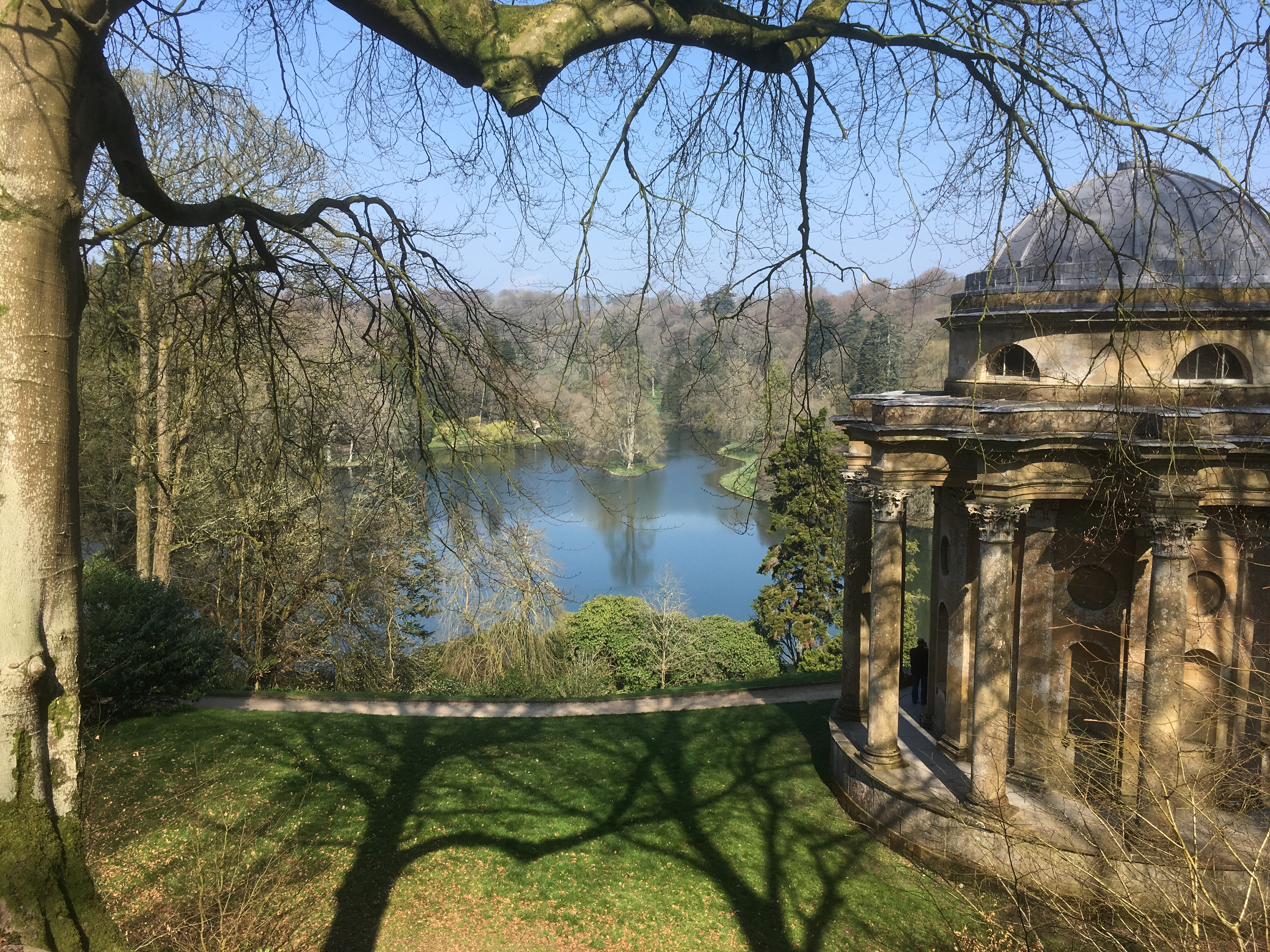
Templo de Apolo y el lago Stourhead.

Incluidos en los jardines se encuentran tres templos decorativos de estilo griego a Ceres, Apolo y Hércules, diseñados para mostrar la educación y la riqueza de la familia Hoare. En una colina con vistas a los jardines se levanta un obelisco y la Torre del rey Alfredo (una torre decorativa de 50 metros de alto, diseñada por Henry Flitcroft en 1772); en otra colina el templo de Apolo ofrece un punto de vista para admirar los rododendros, el agua, las cascadas y los templos. Entre los bosques que rodean la finca hay dos fortalezas en ruinas de la Edad del Hierro sobre colinas: Whitesheet Hill y Park Hill Camp. Los jardines son el hogar de una gran colección de árboles y arbustos de todo el mundo.
Richard Colt Hoare, el nieto de Henry Hoare II, heredó Stourhead en 1785. Agregó el ala de la biblioteca a la mansión y en el jardín, fue el responsable de la construcción del cobertizo para botes junto al lago y la eliminación de varias características que no estaban en consonancia con los estilos clásico y gótico que predominan (entre ellos una Carpa turca). También mejoró considerablemente la plantación – el Templo de Apolo se eleva desde una ladera arbolada, que se plantó en tiempos de Colt Hoare. Con su pasión por la antigüedad, excavó 400 antiguos túmulos funerarios en la zona con el fin de recoger información para el libro Historia Antigua de Wiltshire.